# 喙毛马先蒿
喙毛马先蒿（学名：Pedicularis rhynchotricha）是列当科马先蒿属的植物，是中国的特有植物。分布在喜马拉雅以及中国大陆的西藏等地，生长于海拔2,700米至3,700米的地区，目前尚未由人工引种栽培。